# Vlasinje (Mrkonjić Grad, BiH)
Vlasinje je naseljeno mjesto u općini Mrkonjić Grad, Republika Srpska, BiH.

## Povijest
Nakon potpisivanja Daytonskog mirovnog sporazuma izdvojeno je istoimeno naseljeno mjesto koje je pripalo općini Jajce koja je ušla u sastav Federacije BiH.

## Stanovništvo

### Popisi 1971. – 1991.
| Vlasinje           |              |              |              |
| godina popisa      | 1991.        | 1981.        | 1971.        |
| Muslimani          | 975 (86,05%) | 835 (84,51%) | 619 (79,35%) |
| Hrvati             | 149 (13,15%) | 148 (14,97%) | 152 (19,48%) |
| Srbi               | 1 (0,08%)    | 2 (0,20%)    | 9 (1,15%)    |
| Jugoslaveni        | 2 (0,17%)    | 1 (0,10%)    | 0            |
| ostali i nepoznato | 6 (0,52%)    | 2 (0,20%)    | 0            |
| ukupno             | 1.133        | 988          | 780          |

### 2013.
Na popisu stanovništva 2013. godine bilo je bez stanovnika.